# 櫟社国際機場駅
櫟社国際機場駅（れきしゃこくさいきじょう-えき）は中華人民共和国浙江省寧波市海曙区に位置する寧波軌道交通2号線の駅。

## 駅周辺
- 寧波櫟社国際空港 - 駅の地上出口より無料連絡バスにて約10分程度。